# لئو ریچر لافلش
لئو ریچر لافلش (انگلیسی: Léo Richer Laflèche; ۱۶ آوریل ۱۸۸۸ – ۷ مارس ۱۹۵۶) نظامی، دیپلمات، سیاستمدار اهل کانادا بود. وی همچنین برندهٔ جوایزی همچون لژیون دونور شده‌است.